# Curry Rivel
Curry Rivel är en ort och civil parish i Storbritannien.   Den ligger i grevskapet Somerset och riksdelen England, i den södra delen av landet, 200 km väster om huvudstaden London. Curry Rivel ligger 43 meter över havet och antalet invånare är 1 847.
Terrängen runt Curry Rivel är huvudsakligen platt. Curry Rivel ligger uppe på en höjd. Runt Curry Rivel är det ganska tätbefolkat, med 160 invånare per kvadratkilometer. Närmaste större samhälle är Taunton, 16,5 km väster om Curry Rivel. Trakten runt Curry Rivel består till största delen av jordbruksmark.